# Світові естафети ІААФ 2017
Світові естафети ІААФ 2017 були проведені 22-23 квітня в Нассау на стадіоні імені Томаса Робінсона.
Порівняно з попереднім турніром, у програмі змагань відбулась одна зміна: місце комбінованої естафети 1200+400+800+1600 метрів (англ. distance medley relay) посів біг 4×400 метрів серед змішаних естафетних команд, кожна з яких складалась із двох чоловіків та двох жінок.
Українські естафетні квартети у змаганнях участі не брали.

## Призери

### Чоловіки
| Дисципліна   | Золото                                                                           | Золото   | Срібло                                                               | Срібло  | Бронза                                                                                            | Бронза     |
| ------------ | -------------------------------------------------------------------------------- | -------- | -------------------------------------------------------------------- | ------- | ------------------------------------------------------------------------------------------------- | ---------- |
| 4×100 метрів | СШАЛешон Коллінс Майкл Роджерс Ронні Бейкер Джастін Гетлін Марвін Брейсі (забіг) | 38,43 CR | БарбадосМаріо Берк Рамон Гіттенс Ніколас Дешонг Беркхарт Елліс       | 39,18   | КНРТан Сінцян Се Чженьє Су Бінтянь Лян Цзіньшен Мо Юсюе (забіг) Чжан Пеймен (забіг)               | 39,22      |
| 4×200 метрів | КанадаГейвін Смеллі Брендон Родні Андре де Грассе Аарон Браун                    | 1.19,42  | СШАНоа Лайлс Джарріон Ловсон Ісая Янг Амір Вебб                      | 1.19,88 | ЯмайкаНікель Ашмід Ошан Бейлі Рашид Дваєр Йоган Блейк Воррен Вейр (забіг) Чадік Гіндс (забіг)     | 1.21,09    |
| 4×400 метрів | СШАДевід Вербург Тоні Маккей Кайл Клемонс Лашон Меррітт Наджі Гласс (забіг)      | 3.02,13  | БотсванаАйзек Маквала Баболокі Тебе Онкабетсе Нкоболо Карабо Сібанда | 3.02,28 | ЯмайкаПітер Меттьюз Деміш Гей Мартін Манлі Стівен Гейл Джавір Белл (забіг) Джевон Френсіс (забіг) | 3.02,86 NR |
| 4×800 метрів | СШАБреннон Кіддер Ерік Совінські Казимір Локсом Клейтон Мерфі                    | 7.13,16  | КеніяАльфред Кіпкетер Кіп'єгон Бетт Тімоті Кітум Фергюсон Ротіч      | 7.13,70 | ПольщаАртур Куцяпський Матеуш Борковський Адам Кщот Марцин Левандовський                          | 7.18,74    |

### Жінки
| Дисципліна   | Золото                                                                             | Золото     | Срібло | Срібло  | Бронза | Бронза  |
| ------------ | ---------------------------------------------------------------------------------- | ---------- | --- | ------- | --- | ------- |
| 4×100 метрів | НімеччинаАлександра Бурґгардт Ліза Маєр Татьяна Пінту Ребекка Хазе                 | 42,84      | ЯмайкаСімона Фейсі Наташа Моррісон Гейон Еванс Сашалі Форбс Крістанія Вільямс (забіг)                            | 42,95   | КНРЛян Сяоцзін Вей Юнлі Тао Юцзя Юань Ціці Ге Манці (забіг)                                                                | 43,11   |
| 4×200 метрів | ЯмайкаДжура Леві Шеріка Джексон Сашалі Форбс Елейн Томпсон Анастасія Лерой (забіг) | 1.29,04 CR | НімеччинаЛара Матайс Татьяна Пінту Ребекка Хазе Джина Люкенкемпер Александра Бурґгардт (забіг) Ліза Маєр (забіг) | 1.30,68 | СШАДезерія Браянт Тіффані Таунсенд Фелісія Браун Шалонда Соломон Філліс Френсіс (забіг)                                    | 1.30,87 |
| 4×400 метрів | СШАФілліс Френсіс Ешлі Спенсер Кванера Гейз Наташа Гастінгс Джоанна Аткінс (забіг) | 3.24,36    | ПольщаМалгожата Голуб Іга Баумгарт Адріанна Янович Юстина Швенти                                                 | 3.28,28 | ЯмайкаДженів Расселл Аннейша Мак-Лафлін-Вілбі Верон Чамберс Стефані-Енн Макферсон Крістін Дей (забіг) Доналі Лоуні (забіг) | 3.28,49 |
| 4×800 метрів | СШАШанель Прайс Крішуна Вільямс Лора Рослер Шарлін Ліпсі                           | 8.16,36    | БілорусьДар'я Борисевич Ілона Усович Вікторія Кушнір Марина Арзамасова                                           | 8.20,07 | АвстраліяЛора Сторі Еббі де ла Мотт Зої Бакман Гайді Сі                                                                    | 8.21,08 |

### Змішана
| Дисципліна   | Золото                                                                   | Золото  | Срібло                                                  | Срібло  | Бронза                                                     | Бронза  |
| ------------ | ------------------------------------------------------------------------ | ------- | ------------------------------------------------------- | ------- | ---------------------------------------------------------- | ------- |
| 4×400 метрів | Багамські ОстровиСтівен Гардінер Шона Міллер Антонік Страчан Майкл Метью | 3.14,42 | СШАМайкл Беррі Джейд Стептер Пол Дедево Клаудія Френсіс | 3.17,29 | ЯмайкаДжавір Белл Рістананна Трейсі Натоя Гул Джамарі Роуз | 3.20,26 |

## Командна першість
Очки в межах командної першості нараховувались за схемою: 8 очок за перше місце в кожній дисципліні з пониженням до 1 очка за 8 місце у фіналах.
| Місце | Країна                           | Очки |
| ----- | -------------------------------- | ---- |
| 1     | США                              | 60   |
| 2     | Ямайка                           | 39   |
| 3     | Австралія                        | 24   |
| 4     | Польща                           | 23   |
| 5     | Кенія                            | 17   |
| 6     | КНР                              | 17   |
| 7     | Тринідад і Тобаго                | 17   |
| 8     | Німеччина                        | 15   |
| 9     | Франція                          | 13   |
| 10    | Багамські Острови                | 11   |
| 11    | Ботсвана                         | 10   |
| 12    | Канада                           | 8    |
| 13    | Велика Британія                  | 8    |
| 14    | Барбадос                         | 7    |
| 14    | Білорусь                         | 7    |
| 16    | Нігерія                          | 6    |
| 17    | Нідерланди                       | 5    |
| 18    | Куба                             | 4    |
| 18    | Мексика                          | 4    |
| 20    | Катар                            | 3    |
| 21    | Нідерландські Антильські острови | 2    |
| 21    | Легкоатлети-біженці              | 2    |
| 21    | Бразилія                         | 2    |
| 21    | Британські Віргінські Острови    | 2    |

## Онлайн-трансляція
ІААФ здійснювала вебтрансляцію змагань на власному YouTube-каналі:
- День 1 на YouTube
- День 2 на YouTube